# Els que es van quedar
Els que es van quedar (originalment en hongarès, Akik maradtak) és una pel·lícula dramàtica hongaresa del 2019 dirigida per Barnabás Tóth. Basada en la novel·la de 2003 Férfiidők lányregénye de Zsuzsa Várkonyi. Va ser seleccionada com a entrada hongaresa per a la millor pel·lícula internacional en la 92a edició dels Premis Oscar, i va aconseguir ser a la llista final de desembre. S'ha subtitulat al català.

## Sinopsi
Una noia de 16 anys i un metge de mitjana edat es coneixen a Budapest després de la Segona Guerra Mundial, cadascun plorant les seves famílies perdudes als camps de concentració.

## Repartiment
- Károly Hajduk com a Körner Aladár
- Abigél Szõke com a Wiener Klára
- Mari Nagy com a Olgi
- Barnabás Horkay com a Pepe
- Katalin Simkó com Erzsi